# Otto Stålhane
Otto Stålhane, född 26 januari 1875 i Stockholm, död där 15 januari 1958 i Engelbrekts församling, var en svensk elektroingenjör och uppfinnare. Han var son till Hjalmar Stålhane, bror till Henning och Arvid Stålhane samt far till Bertil Stålhane.
Stålhane utexaminerades från Kungliga Tekniska högskolans elektrotekniska fackskola 1897, var 1897–1906 anställd vid elektriska in- och utländska bolag och bildade 1906 tillsammans med Axel Lindblad och Assar Grönwall AB Elektrometall samt utförde under närmaste åren jämte dem de omfattande experiment, som resulterade i uppfinningen av "Elektrometalls ugn".
Åren 1916–1919 innehade Stålhane en konsultfirma som 1919 uppgick i firman Stålhane, Kring & C:o, vilken samma år sammanslogs med Elektriska AB Volta, där Stålhane blev teknisk chef. Denna befattning innehade han därefter hos de förenade firmorna AB Hjalmar Löfqvist och Nya AB Volta. År 1923 blev Stålhane chef för Ingenjörsvetenskapsakademiens elektrovärmeinstitut. Han utförde många mycket uppmärksammade elektrotermiska undersökningar och konstruerade ett flertal elektriska värmeapparater för olika ändamål. Ingenjörsvetenskapsakademien tilldelade honom 1925 guldmedalj för uppfinningen av den så kallade elektriska strålångpannan. År 1930 blev han även ledamot av nämnda akademi. Han publicerade flera artiklar i "Teknisk Tidskrift" och Ingenjörsvetenskapsakademiens handlingar.
Stålhane är begravd på Norra begravningsplatsen utanför Stockholm.